# Antarctonemertes validum
Antarctonemertes validum är en djurart som tillhör fylumet slemmaskar, och som först beskrevs av Heinrich Bürger 1893.  Antarctonemertes validum ingår i släktet Antarctonemertes och familjen Tetrastemmatidae. Inga underarter finns listade i Catalogue of Life.